# Pedro Azogue
Pedro Azogue (Santa Cruz de la Sierra, 1994. december 6. –) válogatott bolíviai labdarúgó, középpályás.

## Pályafutása

### Klubcsapatokban
Az Oriente Petrolero utánpótlás-rendszerében játszott. 2012. július 30-án, a La Paz elleni mérkőzésen mutatkozott be a bolíviai bajnokságban. November 4-én, a La Paz elleni mérkőzésen megszerezte első gólját az együttese színeiben. Ebben a szezonban a Petroleroval a  második helyen végzett, és ezt a sikert három évvel később megismételték. 2016. február 5-én, a kolumbiai Santa Fe elleni mérkőzésen bemutatkozott a Copa Libertadoresben is.

### A válogatottban
2011-ben játszott hazája U17-es válogatottjában. 2013 januárjában részt vett a Dél-amerikai U20-as labdarúgó-bajnokságon.
2012. augusztus 16-án mutatkozott be a bolíviai válogatottban a Guyana elleni barátságos mérkőzésen.
2016-ban a válogatott tagjaként részt vett az Egyesült Államokban megrendezett Copa Américán. A tornán Panama és Argentína elleni mérkőzéseken lépett pályára.

## Sikerei, díjai
Bolívar
- Bolíviai bajnokság
  - bajnok (2): 2017, Clausura, 2019, Apertura